# Gut Schwabhof

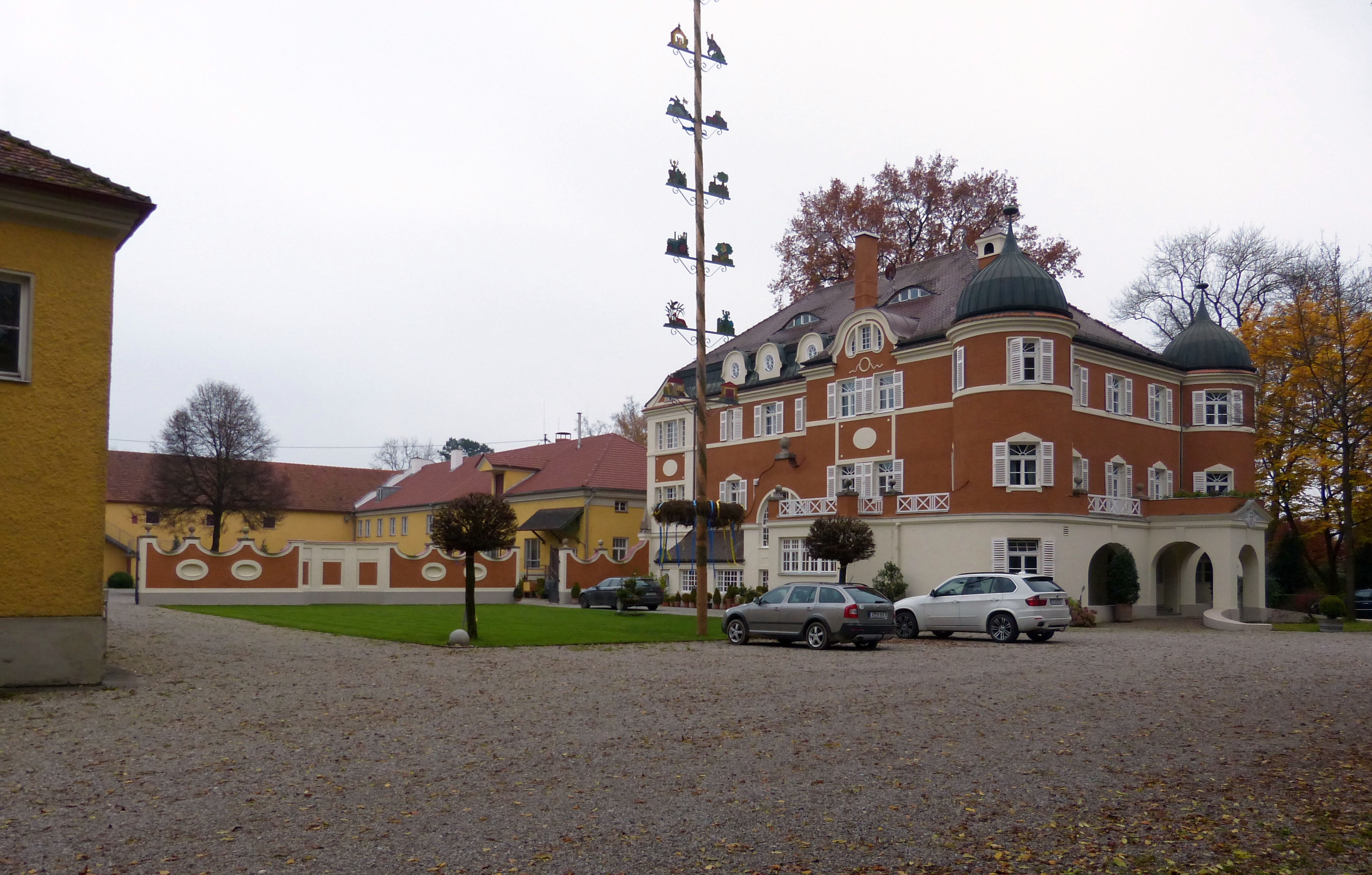
Schwabhof

Der Schwabhof ist ein Gutshof am süd-östlichen Rand Augsburgs, eine siedlerische Keimzelle des späteren Augsburger Stadtteils Hochzoll.

## Geschichte
Der Gutshof hatte ursprünglich den Namen „Zum oberen Bauer im Lechfeld“. Als 1805 der aus Feldbach bei Lauterbach an der Zusam stammende Andreas Schweyer den Gutshof erwarb, war sein schwäbischer Dialekt so auffällig, dass sich bald die Bezeichnung Schwabhof durchsetzte.
Nach einem Brand im Jahre 1866 baute der Urenkel Joseph Schweyer den Schwabhof wieder auf. Im darauffolgenden Jahr wurde das 109 Tagewerk (ungefähr 37 ha) umfassende Grundstück für den Preis von 109 000 Gulden verkauft. 
Von 1869 bis 1906 gehörte der Gutshof Robert Schnider, der die nördlich vom Gutshof liegende Zedlitzstraße anlegen ließ. Benannt wurde die Straße jedoch nach seinem Nachfolger, dem königlich bayerischen Kämmerer und sächsischen Oberstleutnant Friedrich Wilhelm Dietz von Zedlitz und Neukirch (1858–1913), Eigentümer bis 1913. Dieser ließ den Gutshof 1907 von Adam Keller nach Entwurf von Ernst Haiger im neobarocken Stil umbauen und gab ihm sein heutiges schlossähnliches Erscheinungsbild.
Seit 1937 besitzt die Familie Empl den Schwabhof, die neben der landwirtschaftlichen Nutzung Räume für Veranstaltungen vermietet.